# Sławomir Kohut
Sławomir Kohut (ur. 18 września 1977 w Cieszynie) – polski kolarz szosowy, olimpijczyk z Aten 2004.
Specjalista od jazdy na czas. Wielokrotny medalista mistrzostw Polski w tej konkurencji:
- złoty w roku 2004
- srebrny w roku 2001
- brązowy w roku 2003

W roku 2004 zwyciężył w wyścigu Bałtyk-Karkonosze Tour, w 2009 zwyciężył w wyścigu Europy Centralnej na Węgrzech.
W roku 2005 podczas treningu uległ poważnemu wypadkowi drogowemu.
Na igrzyskach olimpijskich w 2004 roku wystartował w wyścigu szosowym ze startu wspólnego którego nie ukończył oraz w jeździe na czas w której zajął 37. miejsce.